# Jan Erik Hansen
Bhikkhu Samahita (født Jan Erik Hansen 1960 i Ejby (Lejre Kommune), død 12. oktober 2019) var en dansk munk, anerkendt læge og forsker inden for HIV og AIDS.
I 2001 valgte han at forlade sin succesfulde karriere for at flytte til Sri Lanka og blive buddhistisk skovmunk. Grunden til dette er uklar, men i TV2-dokumentaren "Mysteriet om Doctor H." siger han at det var for at opnå den perfekte ro og lykke.

## Uddannelse og virke
Samahita gik på Roskilde Katedralskole hvorfra han i 1979 blev student. Derefter studerede han medicin på Københavns Universitet hvor han dimitterede fra i 1989.
Samahita arbejdede som vaccine scientist på Imperial College, og fra 1991-1998 arbejdede han som læge på Hvidovre Hospital. I 1995-2001 forskede han som professor på DTU i virus på immunforsvaret, og fik succes med sin HIV-forskning. Han var en af verdens førende forskere inden for HIV og AIDS.
i 2001 flyttede han pludselig fra karriere og en søn på syv, til Kandy i Sri Lanka for at blive skovmunk.

## Død
Bhikkhu Samahita begik selvmord den 12. oktober 2019 i en alder af 59. Dette bekræftes af hans bror Robin Hansen. Samahitas far var kort tid forinden også afgået ved døden
Bhikkhu Samahita blev kremeret efter buddhistiske traditioner. Han blev begravet den 25. oktober 2019 på Bispebjerg Kirkegård.